# سيباستيان وولف (لاعب كرة قدم)
سيباستيان وولف (بالألمانية: Sebastian Wolf) (1 مارس 1993 بميونخ في ألمانيا - ) هو لاعب كرة قدم ألماني في مركز حراسة المرمى. لعب مع نادي أونترهاخينغ.

## وصلات خارجية
- سيباستيان وولف (لاعب كرة قدم) على موقع قاعدة بيانات كرة القدم.إي يو (الإنجليزية)
- سيباستيان وولف (لاعب كرة قدم) على موقع عالم كرة القدم.نت (الإنجليزية)